# Saint-Gineis-en-Coiron

Saint-Gineis-en-Coiron este o comună în departamentul Ardèche din sud-estul Franței. În 1 ianuarie 2022 avea o populație de 119 de locuitori.